# Zavjetna kapelica Gospe Husinske
Zavjetna kapela Gospe Husinske je zavjetna kapela u Husinu.
Od davnina seže tradicija okupljanja vjernika na Husinu dan uoči blagdana Velike Gospe. Tradicionalno se služi misa ispred zavjetne kapele Gospe Husinske na Husinu dan uoči blagdana Uznesenja Blažene Djevice Marije na nebo – Veliku Gospu. Okupe se vjernici iz Husina i okolnih župa. Vjernici iz Morančana i Par-Sela tradicionalno hodočaste pješice.
Štovanje i pobožnost Gospi Husinskoj dan uoči Gospina blagdana u svezi je s Gospinim svetištem u Olovu. Iz sjeveroistočne Bosne i i drugih krajeva u kojima je u prošlosti bilo više katolika, idući pješice ili zapregom hodočasnici su uoči blagdana Velike Gospe stizali na Husino. Ispred Gospine kapelice imali su misu, pomolili se i malo odmorili pa bi nastavili put ka Olovu. Na Husino je dugo vremena bila samo stara drvena kapelica. Godine 1920. sagrađena je sadašnja kapela u kojoj se čuva i časti zavjetna slika Gospe Husinske. 2010. je povodom devesete obljetnice od izgradnje kapele počelo se obnavljati i uređivati ovo svetište. Graditelji planiraju pod stoljetnim lipama izgraditi jedno skromno ali lijepo zdanje s pogledom na tuzlansku dolinu. Vjernici financiraju projekt.

## Galerija
- Pogled na husinsku crkvu od zavjetne kapelice Gospe Husinske
- Zavjetna kapelica Gospe Husinske, s okruženjem
- Gospin kip kod zavjetne kapelice
- Gospin kip kod zavjetne kapelice
- Postolje za Gospin kip kod zavjetne kapelice Gospe Husinske